# Galphimia sessilifolia
Galphimia sessilifolia är en tvåhjärtbladig växtart som beskrevs av N. E. Rose. Galphimia sessilifolia ingår i släktet Galphimia och familjen Malpighiaceae. Inga underarter finns listade i Catalogue of Life.